# A Strange Transgressor
A Strange Transgressor er en amerikansk stumfilm fra 1917 af Reginald Barker.

## Medvirkende
- Louise Glaum som Lola Montrose
- J. Barney Sherry som John Hampton
- Colin Chase som Irwin Hampton
- Dorcas Matthews som Paula Chester
- Mae Giraci som David